# Bükkszék
Bükkszék è un comune dell'Ungheria di 873 abitanti (dati 2001). È situato nella contea di Heves.